# Erik Madigan Heck
Erik Madigan Heck (né le 9 septembre 1983) est un artiste et photographe américain. En 2013, il reçoit un Infinity Award de la catégorie « Photographie appliquée, mode, publicité » décerné par le Centre international de la photographie. Heck a également été récompensé par le prix « 30 Under 30 » du magazine Forbes. 

## Jeunesse et éducation
Erik Madigan Heck est né à Excelsior, dans le Minnesota. En 2002, alors qu'il est au lycée, Heck reçoit la médaille d'or académique décernée par l'Alliance des jeunes artistes et écrivains (Alliance for Young Artists & Writers) pour son travail en photographie. Heck est titulaire d'un diplôme en sciences politiques de l'Université Salve Regina de Rhodes Island et d'une maîtrise en photographie de la New School for Design de Parsons. 

## Œuvre
Erik Madigan Heck déménage à New York où il fonde la publication semestrielle Nomenus Quarterly en 2007. Le projet a été conçu comme une plate-forme collaborative à laquelle contribuent des artistes du monde des beaux-arts et de la mode. Nomenus Quarterly a été publié à la fois en ligne et sur papier et présente le travail d'artistes tels que Anselm Kiefer, Gerhard Richter, Rodarte, Ann Demeulemeester et de Heck lui-même. 
Heck travaille aussi bien avec la photographie analogique et numérique qu'avec des Super 8 pour ses courts métrages. 
Heck se présente comme un « peintre qui utilise la photographie » et cite le peintre du XIXe siècle Edouard Vuillard ainsi que le travail du photographe moderne Harry Callahan comme ses influences majeures. 
En raison de son intérêt pour les techniques et les technologies du passé, de son utilisation récurrente de la nature en tant que thème, ainsi que de sa focalisation sur la beauté en tant qu'idéal, le travail de Heck a souvent été décrit comme une extension contemporaine du romantisme. 
Heck a également créé des portfolios pour des marques telles que Mary Katrantzou, Kenzo et Etro. 

### Travail éditorial
Heck a été notamment publié dans le New York Times Magazine, le TIME, le New Yorker, Vanity Fair, Harper's Bazaar, Harper's Bazaar UK, le New York Magazine, Le Monde, le Vogue britannique. 

### Filmographie
- 2014 : High Priestess pour NOWNESS
- 2013 : The Sea pour NOWNESS dédié à Ann Demeulemeester
- 2012 : The End pour Ann Demeulemeester
- 2012 : The Art of Fashion Parts 1 and 2 pour Neiman Marcus
- 2012 : The Corner  pour Ann Demeulemeester
- 2009 : Fratres für AF Vandevorst avec Arvo Pärt

## Expositions
Le travail de Erik Madigan Heck a été présenté à l'international. En juin 2014, l'exposition personnelle de Heck, «The Absorbed Tradition», a été présentée à la Bosi Contemporary à New York aux côtés d'un numéro spécial de Creem Magazine.  Ses photographies ont également fait partie d'expositions telles que « Outer Dark: Continuing After Fashion » au Museum für angewandte Kunst Frankfurt et « Don’t Stop Now: Fashion Photography Next » au FOAM Museum Amsterdam. 
- 2018 : Old Future, Musée des beaux-arts, Le Locle
- 2018 : Old Future, Christophe Guye Galerie, Zurich, Suisse
- 2018 : Old Future, Nicholas Metivier, Toronto, Canada
- 2018 : Erik Madigan Heck, Jackson Fine Art, Atlanta, États-Unis
- 2017 : Old Future, Galerie Weinstein Hammons, Minneapolis, États-Unis